# Кам'янка (Апостолівська міська громада)
Ка́м'янка (в минулому — Костянтинівка) — село в Україні, в Апостолівській міській територіальній громаді Криворізького району Дніпропетровської області. Населення — 1539 мешканців.

## Географія

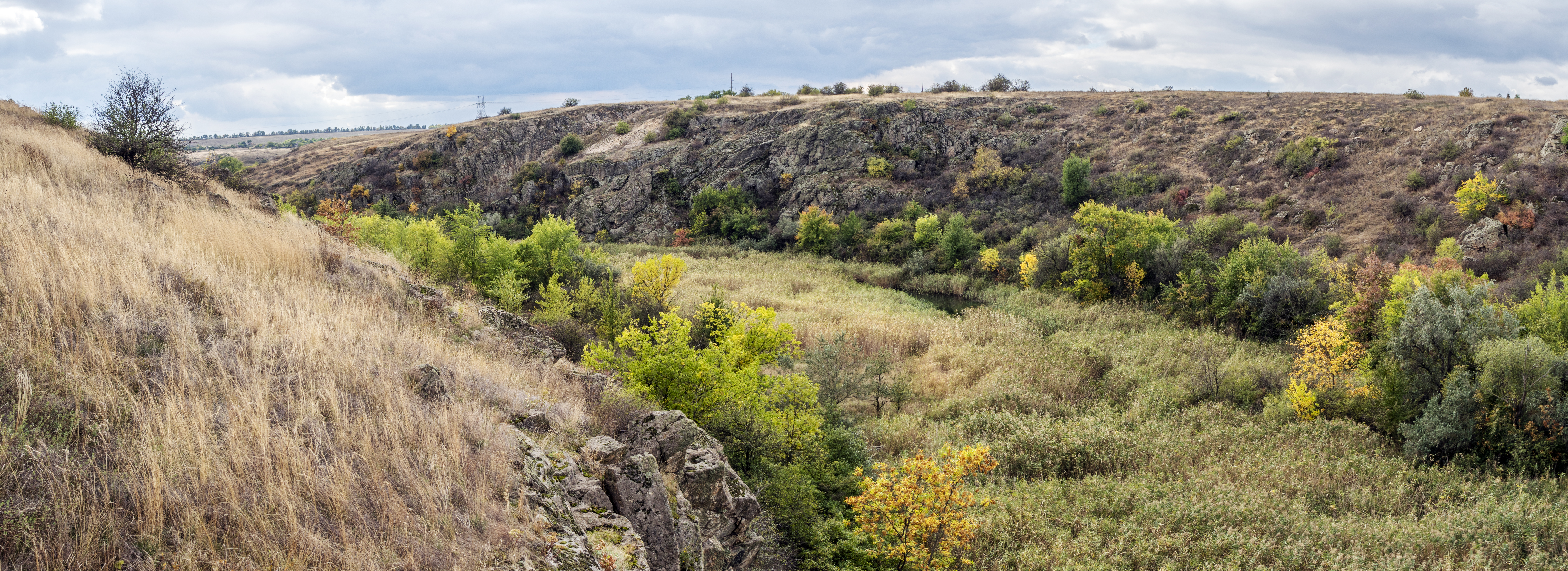
Кам'янський прибережно-річковий комплекс

Село Кам'янка знаходиться на березі річки Кам'янка, за 18 км від районного центру — міста Апостолове. Вище за течією на відстані 4 км розташоване село Михайло-Заводське, нижче за течією на відстані 2,5 км розташоване селище Вільний Запорожець. Через село проходить автомобільна дорога Т 0419. Поруч проходить залізниця, станція Жовтокам'янка за 5 км.

## Історія
Станом на 1886 рік у селі, центрі Кам'янської волості Херсонського повіту Херсонської губернії, мешкало 3823 особи, налічувалось 623 двори, церква православна, школа, 3 лавки, земська станція, проходило 3 ярмарки на рік та базар по понеділках.
За радянських часів тут містилися центральні садиби колгоспів ім. Шевченка та ім. Куйбишева, що мали 8400 гектар орної землі. Основний виробничий напрям був м'ясо-молочне тваринництво та вирощування зернових. Із допоміжних підприємств є млин, олійниця. За високі виробничі показники 40 осіб — жителів Кам'янки — було нагороджено орденами і медалями.

## Населення
Згідно з переписом УРСР 1989 року чисельність наявного населення села становила 2129 осіб, з яких 967 чоловіків та 1162 жінки.
За переписом населення України 2001 року в селі мешкало 1880 осіб.

### Мова
Розподіл населення за рідною мовою за даними перепису 2001 року:
| Мова       | Відсоток |
| ---------- | -------- |
| українська | 91,56 %  |
| російська  | 7,38 %   |
| білоруська | 0,74 %   |
| молдовська | 0,11 %   |
| польська   | 0,05 %   |

## Відомі люди
У селі народилися два відомих українських поета
- Іов Іван Павлович (1948—2001)
- Герой Радянського Союзу Дубрівний Петро Савелійович (1911—1983).
- Неніца Анатолій Валерійович (1988—2016) — солдат Збройних сил України, учасник російсько-української війни
- Хом'як Тамара Володимирівна (1954) — літературознавець
- Федько Владислав Олександрович (1994—2023) — молодший сержант ЗСУ, учасник російсько-української війни, загинув під Купянськом
- Нестеровська Галина Андріївна (1912—1990) — український художник.

## Соціальна сфера
У Кам'янці є середня школа, клуб на 300 місць, бібліотека. Працює лікарня.

## Релігія
В селі знаходяться наступні релігійні споруди:
- Храм Покрови Пресвятої Богородиці ПЦУ (вул. Медова);

- Храм Успіння Божої Матері ПЦУ УАПЦ (вул. Молодіжна, 16);
- Молитовний дім Церкви ХВЄ.